# Parti socialiste saint-marinais
 (juin 2019).
Si vous disposez d'ouvrages ou d'articles de référence ou si vous connaissez des sites web de qualité traitant du thème abordé ici, merci de compléter l'article en donnant les références utiles à sa vérifiabilité et en les liant à la section « Notes et références ».
Le Parti socialiste saint-marinais (Partito socialista sammarinese, PSS) est un ancien parti social-démocrate de Saint-Marin, fondé en 1892[réf. nécessaire].

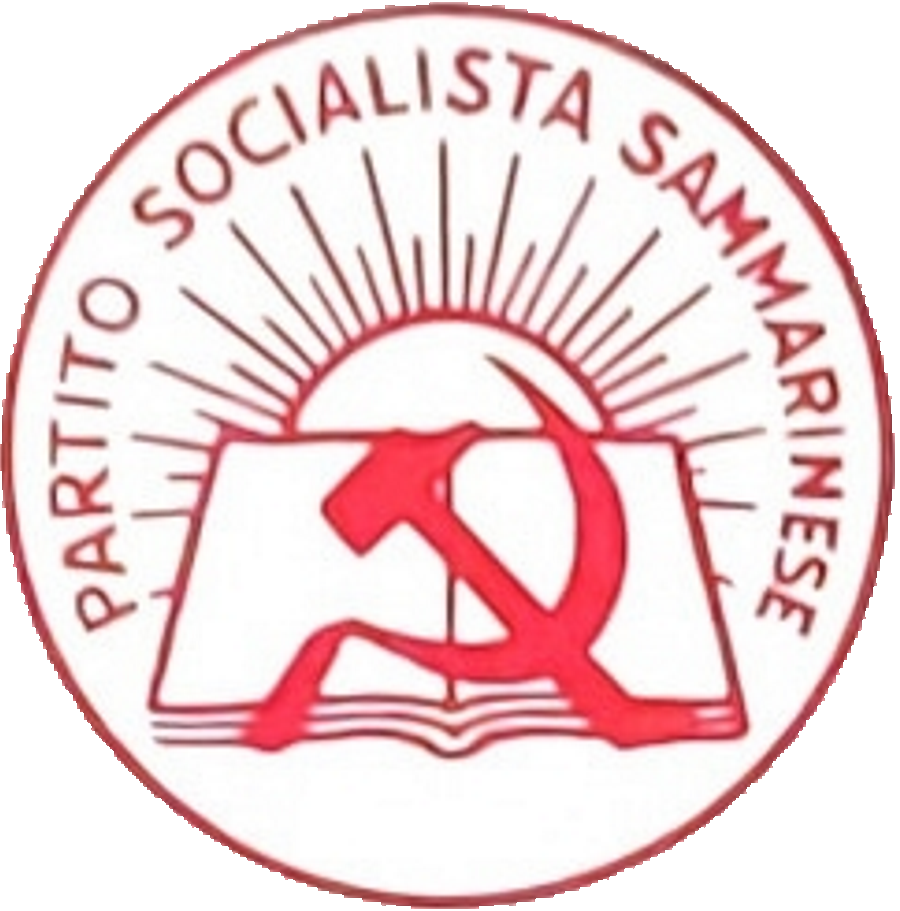
Logo de Parti socialiste saint-marinais.

Interdit sous le régime fasciste, le PSS fut l'un des principaux partis locaux après la Seconde Guerre mondiale, d'abord proche du Parti communiste saint-marinais, avec lequel il gouverna le pays entre 1945 et 1957 (jusqu'à la crise de Rovereta), puis membre de coalitions dirigées par le Parti démocrate-chrétien saint-marinais.
Le PSS est devenu en 2005 le Parti des socialistes et des démocrates à la suite de sa fusion avec le Parti des démocrates. Son aile droite, hostile à cette fusion, créé alors le Nouveau Parti socialiste, membre de la coalition de droite.